# Хира, Такэхиро
Такэхиро Хира (яп. 平 岳大; род. 27 июля 1974, Сэтагая) — японский актёр.

## Ранние годы и образование
Хира родился в Токио, Япония, в семье актёров Микидзиро Хира и Ёсико Сакумы. Он рос в Японии до 15 лет. Хира учился в старшей школе Мозеса Брауна в Провиденсе, штат Род-Айленд, а затем в Университете Брауна.

## Карьера
Он дебютировал в театре в 2002 году с спектаклем «Рокьюмейкан», написанным Юкио Мисимой. Он тесно сотрудничал со своим отцом Микидзиро Хирой, который также был японским актёром. Такэхиро сыграл роль Яго в постановке «Отелло», а его отец играл Отелло. Он получил большое признание, когда сыграл последнего сёгуна Токугаву Ёсинобу в тайга-драме «Ацухимэ». Он появился в нескольких фильмах Такаси Миикэ, включая «Харакири», «Переворотный суд» и «Урок зла». Он играет Нацуку Масаиэ в высокобюджетном фильме «Замок Нобу».

### Международный опыт
Он сыграл роль игрока Королевы в английской постановке «Гамлета» в 2005 году, в которой главную роль сыграл Майкл Малони. Этот трехмесячный тур был хорошо принят во многих местах Великобритании .
Хира сыграл главную роль в британском сериале 2019 года «Долг/стыд». У него также были заметные роли в американских фильмах «Все оттенки Токио» (2020) и «G.I. Joe: Бросок кобры. Снейк Айз» (2021), а также второстепенная роль в «Гран Туризмо». В 2024 году Хира снялся в исторической драме FX «Сёгун».

## Фильмография

### Фильмы
| Год  | Название                                                 | Роль                   | Примечания |
| ---- | -------------------------------------------------------- | ---------------------- | ---------- |
| 2006 | Воспоминания о завтра                                    |                        |            |
| 2011 | Харакири                                                 | Ии Наотака             |            |
| 2012 | Урок зла                                                 | учитель Кумэ           |            |
| 2012 | Переворотный суд                                         | Мицуруги               |            |
| 2012 | Плавающий замок                                          | Нацука Масайе          |            |
| 2013 | Вечный ноль                                              | лейтинант              |            |
| 2015 | Деревья Матери                                           | Кэндзиро               |            |
| 2015 | С Последний полицейский - Восстановление нашего будущего | доктор                 |            |
| 2017 | Секигахара                                               | Шима Сакон             |            |
| 2020 | Все оттенки Токио                                        | Кадзу                  |            |
| 2021 | G.I. Joe: Бросок кобры. Снейк Айз                        | Кента                  |            |
| 2021 | Мы не смогли повзрослеть                                 | Кейчиро Санай          |            |
| 2023 | Гран Туризмо                                             | Кадзунори Ямаути       |            |
| 2024 | Слухи                                                    | Тацуро Ивасаки         |            |
| 2025 | Капитан Америка: Новый мир                               | премьер-министр Одзаки |            |
| 2025 | Торнадо                                                  | отец Торнадо           |            |
| 2025 | Семья напрокат                                           | TBA                    |            |

### Телевидение
| Год       | Название                  | Роль                   | Примечания  |
| --------- | ------------------------- | ---------------------- | ----------- |
| 2008      | Ацухимэ                   | Токугава Ёсинобу       | тайга-драма |
| 2011      | Гё                        | Садзи Казунари         | тайга-драма |
| 2012      | Умечан-сэнсэй             | Санада                 | асадора     |
| 2016      | Санада Мару               | Такэда Кацуёри         | тайга-драма |
| 2019      | Долг/стыд                 | Кензо Мори             |             |
| 2021      | Ясукэ                     | Ода Нобунага (озвучка) | ONA         |
| 2023      | Рой                       | Рику Сато              |             |
| 2023—2024 | Монарх: Наследие монстров | Хироси Ранда           |             |
| 2024      | Сёгун                     | Исидо Кацунари         |             |

## Награды и номинации
| Награда                      | Год  | Катигория                                                     | Номинированная работа | Результат |       |
| ---------------------------- | ---- | ------------------------------------------------------------- | --------------------- | --------- | ----- |
| Прайм-таймовая премия «Эмми» | 2024 | Лучшая мужская роль второго плана в драматическом телесериале | Сёгун                 | Номинация | [ 7 ] |